# Guerre inca-chachapoya
Batailles
Bataille de Piajajalca
La guerre inca-chachapoya oppose en 1470 les Incas aux Chachapoyas. Malgré la victoire inca, les puissants Chachapoyas continuent à résister jusqu’à l’arrivée des Espagnols.
Cette guerre est la première expédition militaire inca dans la forêt amazonienne couronnée de succès.

## Déroulement
Pachacútec envoie son fils Tupac Yupanqui vers le nord afin de conquérir de nouvelles terres. Une fois arrivé à Cajamarca, le co-régent se met à la conquête des Chimús ,. Puis il lève une armée pour marcher contre les Chachapoyas.
Les Incas soumettent alors Celedín, Leimebamba, Jalca et Levanto,.
Des trouvailles archéologiques montrent la possibilité de confrontations dans la citadelle de Kuelap, plus grande que Machu Picchu.

## Bataille de Piajajalca
Le seigneur des Chachapoyas, Chuqui Sota, voyant que la situation est difficile, se réfugie avec son armée dans la forteresse de Piajajalca. Mais, après de longs combats, les Chachapoyas se rendent finalement, mettant fin à leur indépendance.

## Conséquences
Malgré cette première soumission, les Chachapoyas ne vont jamais s’intégrer véritablement dans l’Empire inca. Durant la période de révolte dans les Andes septentrionales (pendant le règne de Huayna Capac), les Chachapoyas rejoignent les insurgés contre les Incas. Cependant cette révolte prendra vite fin. À l’arrivée des Espagnols au Pérou, les Chachapoyas s’allient aux nouveaux venus face à l’Empire inca. Ainsi la rivalité entre les deux puissances ne prend jamais fin,.